# The Gods Must Be Crazy
The Gods Must Be Crazy is een komische speelfilm uit 1981 van Jamie Uys. De film speelt zich af in Botswana en Zuid-Afrika. Het vertelt het verhaal van Xi, een bosjesman in de Kalahariwoestijn wiens stam geen enkel contact heeft met de moderne beschaving. De film heeft de status van een cultfilm.
Er zijn vier vervolgfilms uitgebracht, één speelt zich eveneens af in Zuidelijk Afrika, daarin spelen Xi's kinderen en safaridieren een hoofdrol. De andere drie zijn gemaakt in Hongkong.

## Verhaal
De film begint als een documentaire, waarin op satirische wijze een beeld wordt geschetst van het jachtige westerse leven. Daarna zien we een vliegtuigje, waarvan de piloot een leeggedronken glazen colaflesje uit het raam gooit.
De Bosjesmannen komen na het vinden van het flesje voor het eerst met de buitenwereld in contact. Ze bedenken allerlei nuttige gebruikswijzen voor het flesje, maar na een tijdje ontstaan er spanningen: ze worden afgunstig en krijgen ruzie, iets dat ze eerder nooit meemaakten. Daarom gelooft Xixo dat het flesje een kwaadaardig ding is en besluit het over de rand van de wereld te werpen.
Hij gaat op reis en komt hier verschillende "goden" tegen en andere voor hem onverklaarbare zaken (zoals blanken en auto's). De kijker ziet een interessant beeld van de westerse beschaving door Xixo's ogen.
Verschillende verhalen worden parallel verteld: behalve het verhaal van Xixo op reis naar het einde van de wereld is er het verhaal van een schooljuf die komt lesgeven in Botswana en wordt opgehaald door een ietwat wereldvreemde, stuntelige en verlegen onderzoeker met een halfdefecte auto en een oogje op de lerares. Ten slotte is er een verhaallijn van een guerrillaorganisatie die een aanslag wil plegen op de president. Uiteindelijk komen alle verhaallijnen samen. Het is een film vol humor, met veel slapstick door middel van versnellingen.

## Rolverdeling
| Acteur          | Personage     |
| --------------- | ------------- |
| N!Xau           | Xi            |
| Sandra Prinsloo | Kate Thompson |
| Marius Weyers   | Andrew Steyn  |
| Louw Verwey     | Sam Boga      |
| Michael Thys    | Mpudi         |
| Paddy O'Byrne   | Verteller     |

## Kritische beschouwing
The Gods Must Be Crazy is een film over afgoderij, aanbidding, revolutionairen en de zinloosheid van de tijd, tegen de achtergrond van confrontaties tussen tribale en moderne culturen. Volgens 100 cult films (2019) heeft The Gods Must Be Crazy de ingrediënten van een cultfilm, ondanks het wisselvallige kritische ontvangst sinds de première in 1980: het werd eerst als een buitenissige eigenaardigheid gezien, waarna het een periode van stormachtig succes kende voordat het aanzien van deze film kelderde omwille van vermeende vulgaire, beledigende en politiek incorrecte inhoud. Het aanzien van de film herstelde later langzaam weer toen het als een (vermoedelijk onbedoelde) maatschappijkritische film gezien begon te worden.
In Cult Cinema (2012) wordt The Gods Must Be Crazy als voorbeeld genoemd van hoe transnationalistisch cultfilms kunnen zijn. De film presenteert conflicten tussen normaliteit en de transgressieve 'ander' in de vorm van interculturele en internationale conflicten. Het komt zelfs tot uiting in de identiteit van de film, dat als Botswaans gepresenteerd is, terwijl het eigenlijk een Zuid-Afrikaanse productie is die de internationale boycot van het Apartheidregime probeerde te omzeilen. Het verhaal is op het eerste gezicht spottend over de verschillen, maar lijkt uiteindelijk juist integratie van verschillende culturen te promoten. De focus op met name een exotisch volk, taal en regio en culturele botsingen leidt tot vervreemding van het westerse filmtheaterpubliek ten aanzien van haar eigen standaard. De film doorbreekt de binaire tegenstelling van de in het westerse film gebruikelijke wij-tegen-zij-mentaliteit.